# Catharina van Hemessen
Catharina van Hemessen - (1528 - po roce 1587). Nejstarší vlámská renesanční malířka, pro kterou existuje ověřitelná existující práce.

## Život
Catharina van Hemessen či Caterina van Hemessen byla dcerou malíře Jana Sanderse van Hemessen a pravděpodobně s ním spolupracovala na mnoha obrazech. Byla zapsána v antverpském malířském cechu Sv. Lukáše. Jako úspěšná malířka se stala učitelkou tří studentů. V roce 1540 získala významného patrona v osobě Marie Habsburské (1505-1558), která byla též nizozemskou regentkou. Vládla v Nizozemí jménem svého bratra, římského císaře Karla V. V roce 1554 se Catharina van Hemessen provdala za Christiana Moriena. Morien pracoval jako varhaník v katedrále Panny Marie v Antverpách. Pro Antverpskou katedrálu se tak van Hemessen stala důležitým umělcem. V roce 1556, když Marie Habsburská odstoupila ze svého postu a vrátila se do Španělska, se Catharina a její manžel přestěhovali na její pozvání za ní do Španělska. O dva roky později, když Marie Habsburská zemřela, dostala od ní Catharina značný doživotní důchod. Catharina a její manžel se vrátili do Antverp, záznamy říkají, že to bylo v roce 1661. V té době byl pár bezdětný. Její manžel dostal pozvání pracovat v Hertogenboschu a Catharina se za ním přestěhovala kolem roku 1565. O van Hemessen jako o malířce se zmínil italský životopisec Lodovico Guicciardini v jeho díle Description of the Low Countries z roku 1567 a Giorgio Vasari v jeho encyklopedii umělců Le Vite z roku 1568. Catharina van Hemessen zemřela po roce 1587.

## Dílo

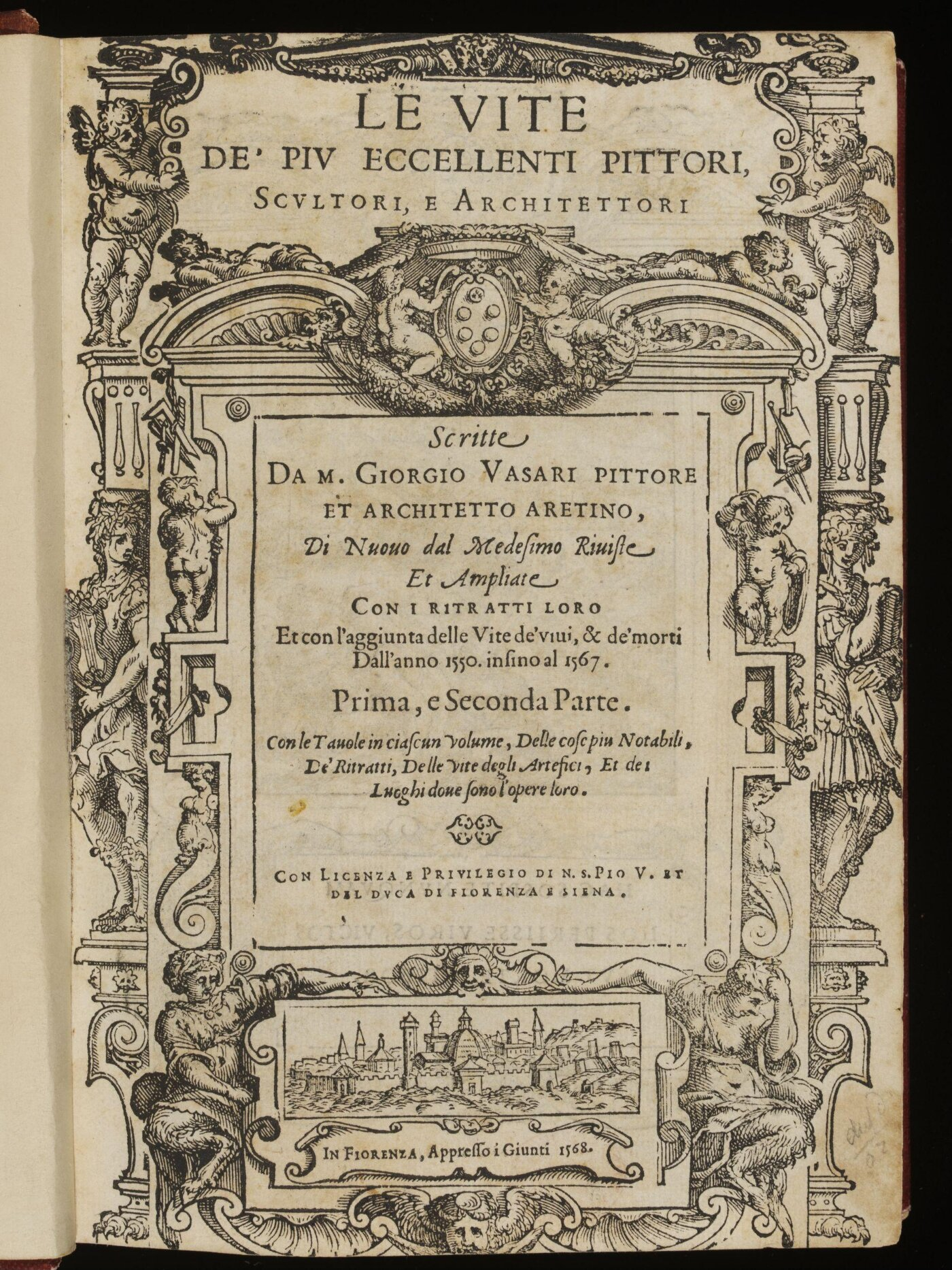
Giogio Vasari, 1511-1574

Van Hemessen je známá hlavně sérií malých ženských portrétů dokončených mezi koncem roku 1540 a začátkem padesátých let a vytvořením několika obrazů s náboženskými motivy. Její autoportrét může být prvním autoportrétem umělce pracujícího u malířského stojanu, a to bez ohledu na pohlaví zobrazeného umělce. Tento obraz, vytvořený v roce 1548, ukazuje umělce v počáteční fázi malování portrétu a je nyní součástí sbírky Kunstmuseum Basel. Obrazy Caterinz van Hemessen jsou v Amsterdamu a v National Gallery v Londýně. V šestnáctém století stála před ženami, které se chtěly stát malířkami, řada překážek. Malířské studium předpokládalo jednak účast na pitvách mrtvol, a to včetně studia nahých mužských těl, ale také musel žák žít se starším umělcem po dobu 4-5 let, často od věku 9 až 15 let. Z těchto důvodů byli ženy - malířky - extrémně vzácné. Proto malířky byly obvykle žákyněmi svých blízkých příbuzných. V případě Cateriny van Hemessen byl jejím učitelem její otec malíř Jan Sanders van Hemessen. Přestože vytvořila přinejmenším dva obrazy s náboženskými motivy, byla především portrétistkou. Osm malých portrétů a dva náboženské obrazy s datem mezi lety 1548 a 1552, které nesou její podpis, přežily. Vykreslila zdánlivě bohaté muže a ženy, které často zobrazovala na tmavém pozadí. Křehké postavy, které malovala, mají půvabné kouzlo a jsou vybaveny stylovými kostýmy a doplňky. Její nejznámější dílo je její autoportrét (Kunstmuseum Basel). Obraz je signován rokem 1548,v té době jí bylo 20 let. Přibližně ve stejnou dobu vytvořila také obraz ženy hrající na spinet, což může být portrét její sestry. Její portréty jsou charakteristické jejich realismem. Jeden autoportrét a půl tuctu dalších portrétů, které jí byly připsány, jsou malé, tiché obrázky. Modelem jí seděly často její sestry.Její náboženské kompozice byly obecně méně úspěšné než její portréty. Neexistují žádné její práce, datované později než roku 1554. Některé historiky to dovedlo k závěrům, že její umělecká kariéra byla ukončena jejím sňatkem. Nebyla by to výjimka u žen umělkyň.

## Galerie

Portrét ženy, c. 1551
Dívka u spinelu, 1548
Portrét ženy, c. 1540s-early 1550s
Portrét ženy, 1548
Kristus a Veronika, 1541-1554